# Charles Owen Hobaugh
Charles Owen „Charlie“ Hobaugh (* 5. November 1961 in Bar Harbor, Maine, USA) ist ein ehemaliger US-amerikanischer Astronaut. Er verließ die NASA im September 2011.

## Ausbildung
Hobaugh verlebte seine Kindheit in Alaska, wo sein Vater bei der Küstenwache tätig war. Seinen High-School-Abschluss machte er 1980 in North Ridgeville (Ohio). Er trat dann den US Marines (USMC) bei und studierte an der US Naval Academy (USNA) in Annapolis (Maryland) Luft- und Raumfahrttechnik. 1984 verlieh ihm die USNA ein Bachelor-Diplom und eine Auszeichnung als „hervorragender Absolvent“.

## Militärlaufbahn
Im Frühjahr 1984 nahm Hobaugh seinen Dienst im USMC auf. Zunächst wurde er in Virginia zum Offizier ausgebildet – dem Grundlehrgang an der Officer Candidates School (drei Monate) folgte ein Aufbaukurs an der Basic School (sechs Monate). Dann machte er eine militärische Pilotenausbildung mit anschließender Schulung auf dem AV-8B „Harrier“, bevor er dem Angriffsgeschwader 331 (USMC-Code VMA-331) zugeteilt wurde. Der Stützpunkt des VMA-331, „Bumblebees“ genannt, ist Beaufort in South Carolina.
Zweimal war Hobaugh mit dem VMA-331 in Japan auf der Marine Corps Air Station Iwakuni stationiert: von Dezember 1987 bis Juni 1988 sowie zwischen Juni und Dezember 1989. Danach nahm Hobaugh als Kampfpilot am Zweiten Golfkrieg teil. Die „Bumblebees“ flogen ihre Einsätze von dem amphibischen Angriffsschiff Nassau aus, der achteinhalb Monate als Hauptquartier des Kommandanten der Amphibienflotte diente und die Unternehmen „Desert Shield“ und „Desert Storm“ unterstützte.
Hobaugh verließ dann das 331. Geschwader und wurde ein Jahr lang an der United States Naval Test Pilot School (USNTPS) auf der Naval Air Station Patuxent River in Maryland zum Testpiloten geschult. Im Juni 1992 hatte er mit Auszeichnung bestanden und wurde zum Naval Aircraft Test Center versetzt, das sich auch auf Patuxent River befindet. Er arbeitete am Strike Aircraft Test Directorate als Projektoffizier an der Weiterentwicklung des AV-8 „Harriers“. Nach zwei Jahren ging Hobaugh im Juli 1994 an die USNTPS zurück und unterrichtete dort als Ausbilder bis zu seinem Wechsel zur NASA.

## Astronautentätigkeit
Seit seinen Kindertagen war Hobaugh von der Fliegerei fasziniert. Sein Vater hat ihn stets mitgenommen, wenn er in Alaska flog, um Besorgungen zu machen oder ähnliches. Als Jugendlicher drückte er sich immer auf Militärbasen herum, um die Piloten und ihre Maschinen zu bewundern. So konnte er fliegen, noch bevor er Auto fahren konnte. Um den Flugunterricht zu bezahlen, trug er Zeitungen aus, mähte Rasen, oder mistete Pferdeställe aus. Ein Freund, mit dem er zusammen während des Golfkriegs auf der „USS Nassau“ gedient hatte, erzählte ihm, dass er sich bei der NASA als Astronaut beworben hätte. Charlie fand das so interessant, dass er ebenfalls seine Unterlagen einreichte.
Hobaughs erste Bewerbung als Astronaut wurde akzeptiert und so wurde er Anfang Mai 1996 zusammen mit 34 Kolleginnen und Kollegen von der NASA vorgestellt. Mitte August begann die 16. Gruppe ihre zweijährige Grundausbildung im Johnson Space Center (JSC) im texanischen Houston. Danach war Hobaugh ein vollwertiger Shuttle-Pilot und arbeitete in der Abteilung für Raumfahrzeugsysteme des Astronautenbüros. Während dieser Zeit kümmerte er sich vor allem um die Weiterentwicklung des Orbitercockpits.

### STS-104
Seit September 2000 bereitete sich Hobaugh auf seinen ersten Raumflug vor. Er flog als Pilot mit der Mission STS-104, der im Juli 2001 die Luftschleuse Quest zur Internationalen Raumstation (ISS) transportierte. Mit drei Weltraumausstiegen haben die beiden Missionsspezialisten Mike Gernhardt und Jim Reilly die 164 Millionen US-Dollar teure Schleuse mit der ISS verbunden.
Danach war „Scorch“, so Hobaughs Spitzname unter seinen Kameraden, als CapCom für den Funkverkehr zwischen Shuttle, ISS und Bodenkontrolle zuständig. Er war außerdem der CapCom beim Landeanflug der Columbia STS-107 und erlebte auch deren Absturz direkt mit. Als die Verbindung der Telemetrie unterbrochen wurde, versuchte er, Shuttle-Kommandant Rick Husband den Ausfall mehrerer Sensoren über Funk mitzuteilen. Husband antwortete zwar, jedoch wurde mitten im Satz die Verbindung unterbrochen. Der Orbiter zerbrach kurze Zeit darauf und alle sieben Astronauten starben.

### STS-118
Im Dezember 2002 erhielt er die Berufung als Pilot von STS-118. Dieser Flug fand im August 2007 statt. Dabei wurde der S5-Träger zur Internationalen Raumstation transportiert, sowie mit dem Spacehab-Modul 2,2 Tonnen Ausrüstung angeliefert.

### STS-129
Hobaugh wurde im September 2008 für die Space-Shuttle-Mission STS-129 nominiert.
Am 16. November 2009 startete er als Kommandant der Raumfähre Atlantis zur Internationalen Raumstation. Die Misson brachte Versorgungsgüter, Ersatzteile und Experimente mit Hilfe der EXPRESS Logistics Carrier (ELC) 1 und 2 zur ISS.

### Zivile Karriere
Hobaugh verließ im September 2011 die NASA und wurde vom weltweit operierenden US-amerikanisches Kurier- und Logistikunternehmen FedEx eingestellt; er ist derzeit ein McDonnell Douglas MD-11 First Officer.

## Privates
Hobaugh ist verheiratet und hat vier Kinder.